# Istmo uterino
L'istmo uterino è il punto centrale dell'utero e si localizza lungo l'asse ombelico-coccigeo; è considerato il punto più fisso dell'utero e corrisponde al vertice dell'angolo ad apertura anteriore tra l'asse longitudinale del corpo uterino e quello longitudinale del collo dell'utero. In rapporto alla dislocazione del corpo uterino rispetto a questo punto si parlerà di antiflessione, retroflessione e lateroflessione dell'utero. Più semplicemente è quella porzione di utero compresa tra l'orifizio uterino interno e il corpo dell'utero.